# 이동녕
이동녕(李東寧, 1869년 10월 6일 (음력 9월 2일)~1940년 3월 13일)은 대한제국의 계몽운동가·언론인이자 일제강점기의 독립운동가였다. 본관은 연안, 자(字)는 봉소(鳳所), 호(號)는 석오(石吾)·암산(巖山).
1926년부터 1927년까지 대한민국 임시정부의 국무령을 지냈고, 1933년부터 1940년까지 대한민국 임시정부의 주석을 지냈으며 한국의 독립운동가, 대한민국 임시 정부 국무총리·대통령 직무대리·주석·국무위원, 임시 의정원 의장 등으로 활동했다. 신흥무관학교를 설립하고 초대 교장을 역임하였다.

## 생애 초기
의성군수 등을 지낸 이병옥의 장남으로 충청도 천안시 목천읍 동리에서 태어났다. 충청도 청주에서 잠시 유아기를 보냈다. 이동녕이 17세이던 1885년 일가가 서울 종로 봉익동으로 이주하였다. 1892년 24세에 응제진사(應製進士) 시험에 합격하였다. 1893년 원산에서 아버지 이병옥의 육영사업을 도왔다.

## 개화 운동
이동녕은 28살 되던 해에(1896년) 독립협회에 가담하였고, 구국운동을 전개하였다. 1896년 독립협회 간사원에 선출되었다. 독립협회 활동 당시 그는 이석이라는 이름으로 활동하였다.
다음해 경성에서 만민공동회가 열렸을 때 상동교회의 청년지사들과 함께 나라의 잘못된 정치를 탄핵하고 임금께 상소하는 등 국민운동 일선에 나섰다. 그러나 이로 인하여 이승만(李承晩) · 이준과 함께 투옥되었다. 이승만과는 이때 이후 친숙한 동지가 되었다.
1898년 30세에 출옥하였다. 출옥 이후 그는 옥파 이종일이 경영하는 제국신문에 입사, 제국신문에 사설을 집필하였다.

## 계몽 활동
1902년에 이상재와 손잡고 YMCA운동을 전개하였다. 1904년에는 한일협약이 강제로 체결되자 그는 서울 상동 교회에서 전덕기 · 양기탁 · 신채호 · 조성환과 같이 청년회를 조직한 뒤 국권회복운동을 전개하였다. 이때 김구 · 이회영을 알게 되었다. 다음 해 을사늑약(일제의 특사로 대한 제국에 온 이토 히로부미가 궁궐을 포위한 상태에서 외교권을 빼앗는 조약을 강제로 체결한 조약)이 강제로 체결되자 그는 동지들과 결사대를 조직하고 이 조약이 체결된 덕수궁 대한문 앞에서 연좌시위를 벌여 2개월간 다시 투옥 생활을 하였다.
감옥에서 나온 이동녕은 1906년 만주 북간도로 망명, 이상설과 함께 한국 최초의 해외 사립학교인 서전의숙을 설립, 한국동포의 2세의 민족교육을 본격적으로 실시함으로써 뒷날 독립운동의 기수들을 길러냈다. 이때 이상설이 2명의 특사와 함께 헤이그의 만국평화회의에 다녀오는 길을 수행하였다. 1907년 귀국하여 안창호(安昌浩) ·김구(金九) · 전덕기 · 양기탁 · 이동휘 · 이갑 · 유동열 등 동지들을 모아 신민회(新民會)를 조직하였다. 1907년 신민회 회원으로 활동하며 청년학우회(靑年學友會) 총무로 선출되었다.
또한 그는 안창호 · 이회영과 협력하고 전국에 교육단을 조직, 공립협회와 대한매일신보의 조직과 발행을 지원하였다. 한편 대성학교와 오산학교를 설립함에 있어서도 크게 조력하였고, 상동학교의 교사로 재직한 일도 있었다. 삼원보에 망명하여 이석영 · 이철영 · 이회영 · 이시영 형제 및 이상룡과 함께 한국인 자치기관인 서로군정서를 설립하고 교포들의 신분보장과 독립정신 고취에 앞장섰다.

## 독립 운동
1910년 경술국치 이후 만주 서간도 요녕상으로 망명하였다. 동지들과 한국인 자치기관인 경학사를 설립, 교포들의 신분보장과 독립정신 고취에 힘썼고 신흥무관학교를 설립하여 초대교장에 취임했다. 1911년 러시아 블라디보스토크로 가서 이상설 등과 함께 권업회(勸業會)를 조직하는데 참여하였고, 《대동신문》(大東新聞), 《해조신문》(海潮新聞)을 발행하는데 참여하였다.
이상설의 알선으로 러시아의 시베리아 총독 보스타빈이 약속한 한국군관 학교 설립을 추진하다가 발각, 3개월간 투옥 생활로 고초를 겪었다. 1915년 그의 나이 47세때 이상설 · 이동휘 등과 함께 독립운동가의 사업기관으로 권업회를 조직, 대동신문과 해조신문을 발행 보급하였다 그가 49세되던 1917년에는 노령 니콜라에프스크에서 나철이 창시한 대종교 포교 활동에 심혈을 기울이면서 독립의 가능성을 타진하였다.
1918년 11월에는 길림 성에서 대종교 김교헌 외에 조소앙 · 조완구·김좌진·여준 등과 독립선언서(무오독립선언서)를 내외에 선포하였다. 1919년 2월 블라디보스톡에서 상하이로 가서 자리를 잡았다. 마침내 국내에서 3·1독립운동이 일어나자 임시정부를 조직하고 4월 10일 임시 의정원의 초대의장으로 선임되었다.

## 임시정부 활동

### 임정 수립 초기

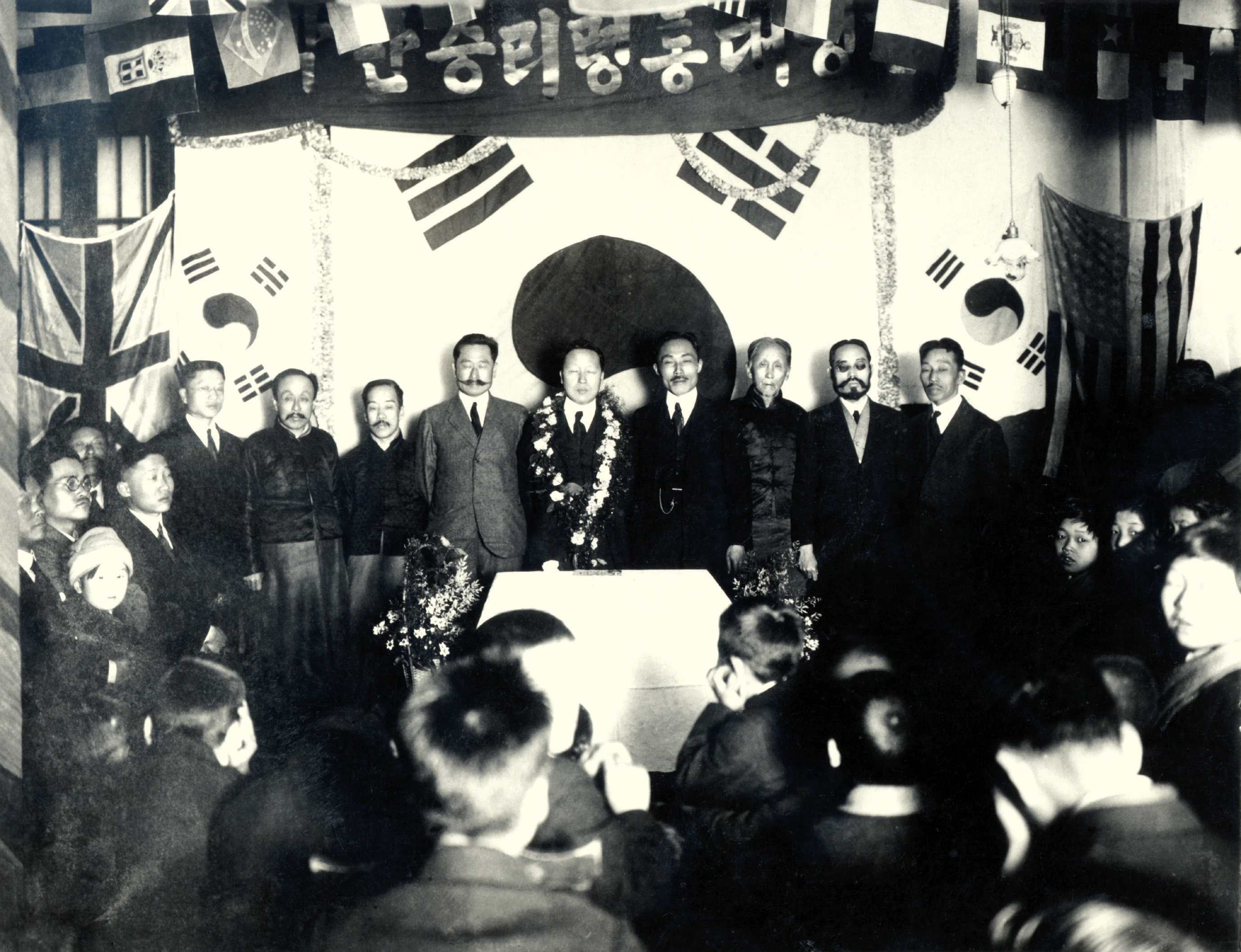
1921년 상하이에 도착한 이승만대통령 환영식
(왼쪽 두 번째가 이동녕, 왼쪽 맨 끝은 손정도)

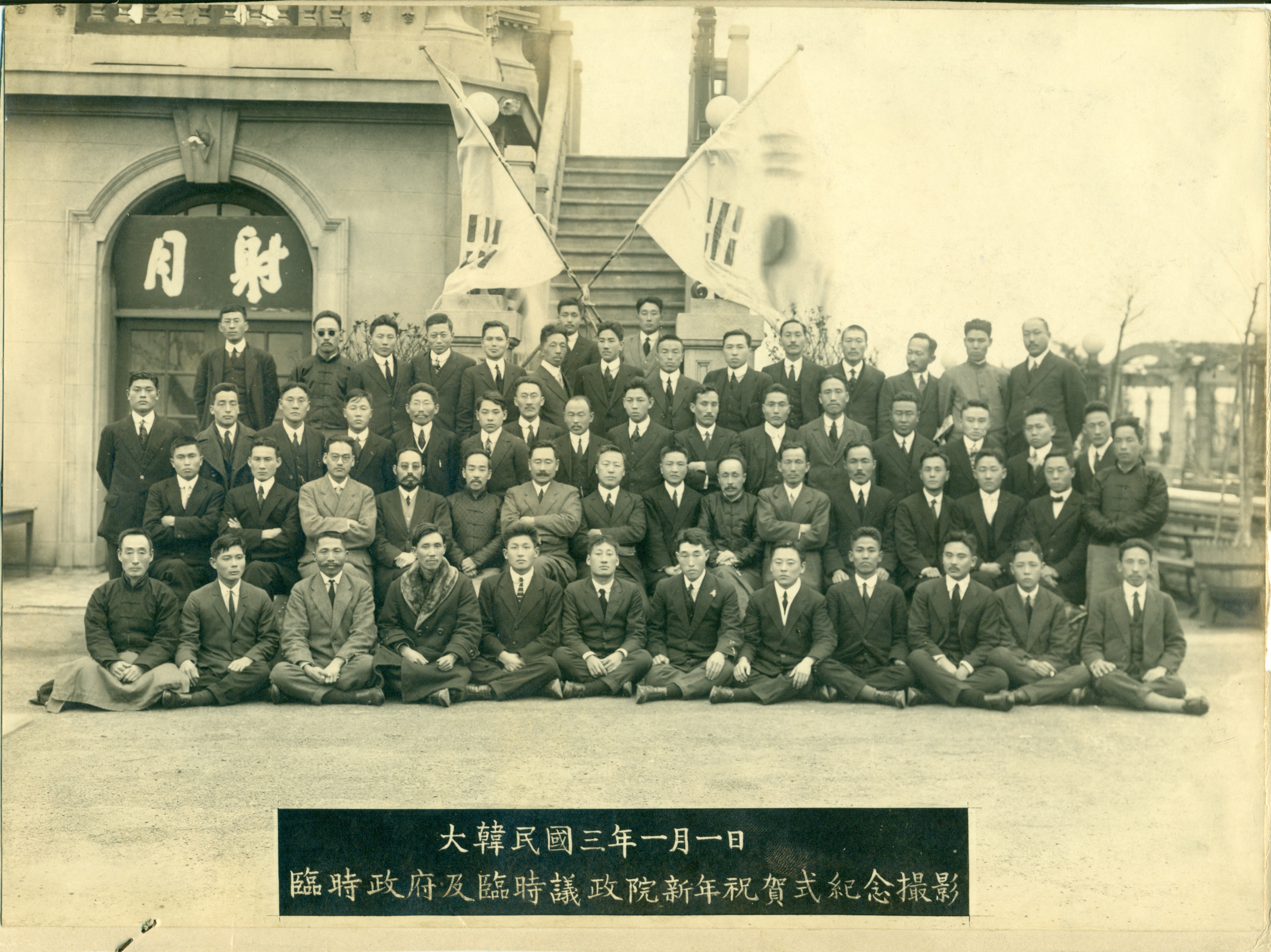
1921년 1월 1일 신년하례회. 두 번째 줄 왼쪽에서 여섯 번째가 이동녕

1919년 4월 11일 동지들과 임시 정부 수립을 내외에 선포하고 이승만이 부임치 않자 국무총리로 취임, 임정의 터줏대감이 되었다. 그해 9월 헌법이 대통령 중심제로 바뀌자 그는 내무부 총장에 선임되었다. 11월 '남녀학생(男女學生)에게'라는 격문, 그리고 '상업(商業)에 종사(從事) 하는 동포(同胞)에게'라는 격문을 배포, 황종화(黃鍾和)·최익무(崔益武(崔翼武)) 등의 정보원들을 통해 국내에 잠입, 살포케 하였다.
1921년 이동휘가 사임하자 그는 국무총리 대리를 맡아 임정의 위기를 극복하였다. 국민대표회의 소집 등 임정 불신이 표면에 나타나자 그는 안창호 · 여운형 · 조소앙 · 이시영 · 차이석 · 홍진 · 노백린 등과 시사책진회를 조직 대동단결을 호소하였다.
1924년 그는 국무총리로 정식 취임하였고 9월 군무총장도 겸임하였으며, 이승만의 장기 궐석으로 대통령 권한대행으로 대통령 직권을 대행하였다. 이때 조선총독이 한국인을 시켜 그에게 귀화를 권유하였으나 즉석에서 일축, 이로 인해 그 부친이 투옥된 일도 있었다. 1925년에 두 번째로 의정원의장이 되었고,
1924년 8월 17일의 임시의정원의 대통령유고안 재의심의위원회는 6월 16일의 임시의정원의 대통령 유고결의가 타당하다는 결정을 내렸고, 이로써 국무총리 이동녕이 대통령 권한을 대리하게 되었다. 그러나 이동녕도 1924년 12월 11일 '민정식 사건'의 책임을 지고 대통령 대리직에서 사퇴하였다. 1925년 8월 이동녕은 이건규(李健珪) 외 10명에게 의뢰하여 국내에 밀파하였다. 이건규 외 10명은 군자금을 모집하기 위해 국내에 잠입하였으나 일경에 체포되어 모두 대구경찰서(大邱署)에 수감되고 독립군자금 모금 계획은 수포로 돌아갔다.

### 임시정부 법통 수호 활동
1926년에는 국무령에 지목된 양기탁, 안창호가 거절하면서 의정원 의장으로 국무령이 되었다. 이때 58세인 그는 법무총장도 겸임 2차 개헌에 따른 국무령 지도체제를 발전시켜 나갔다.
1927년 3월 임정의 국무총리가 되었다. 그해 그는 임정의 주석이 되어 약화된 임정을 튼튼한 반석위에 올려 놓았다. 1927년 8월 19일 임시정부에서 임시약헌을 발표할 때 의정원에서 주석으로 선출되어 임시정부 주석과 국무위원 겸 법무장을 겸임하였다.
1929년 10월 세 번째로 의정원의장이 되어 임정의 존폐위기를 겨우 극복하고, 두 번째의 임정 주석이 됨으로써 중책을 짊어졌다.
1930년 1월 김구 등과 같이 한국독립당을 조직, 그 이사장에 추대되었으며, 당 기관지 한보·한성을 발행하였다.
1930년 11월 6일 임시정부 주석과 국무위원 겸 재무장에 재선출되었고, 임시의정원 의장을 겸임하였다.

## 생애 후반

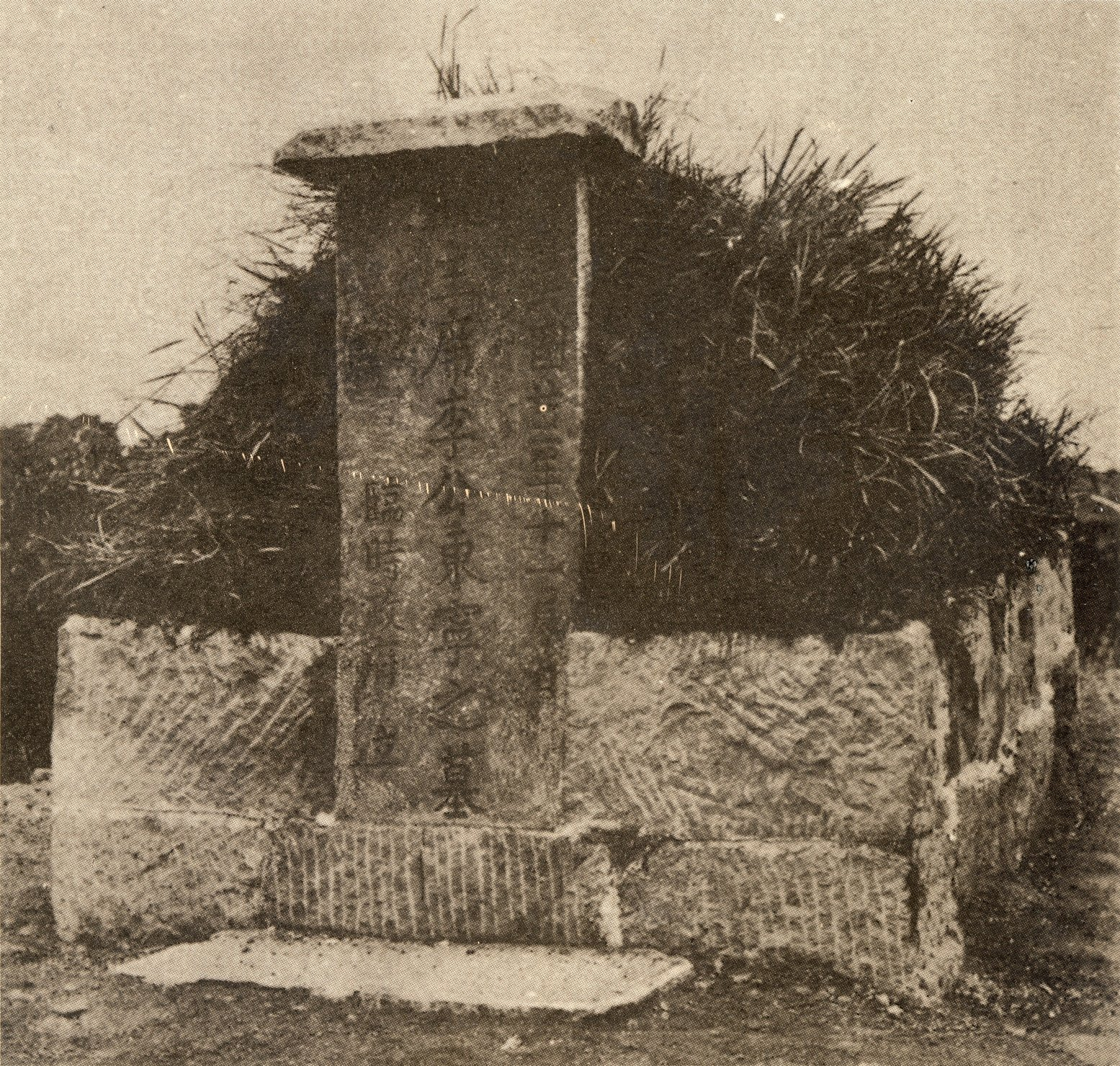
쓰촨성 치장 현에 위치했던 이동녕의 묘

1932년에 이봉창·윤봉길 의거를 김구·이유필 등과 지도, 쾌거를 이루었다. 이로 인해 민필호 등의 주선에 따라 임정 요인과 같이 절강성 가흥 수륜사창으로 피신하였다.
1935년 10월 임시정부 주석에 재선되었다. 11월 대한민국 임시정부 주석에 취임하여 1939년 9월까지 재임했다.
11월 한국국민당의 초대 당수로 선출되었다.
1937년에는 한국국민당 대표로 대한광복진선을 구축하고 그 진로를 모색하였다. 1939년 10월 25일의 임정 국무회의에서 그는 임정의 네 번째 주석이 됨으로써 김구와 합심하여 전시 내각을 구성, 서안에 대한국사단을 파견하였다.
임시정부 수립에 참여한 후 반평생을 해외에서 임시정부를 이끌어 조국광복의 일념에 투쟁하던 중 1940년 3월 13일 사천성 기강에서 급성폐렴 후 과로로 72세에 영면하였다.

## 사후
- 장례는 임시정부 국장으로 치렀으며, 광복 후인 1948년 9월 22일 김구의 주선으로 유해를 봉환 사회장으로 효창공원에 안장하였다.
- 대한민국 정부는 그의 공훈을 기리기 위하여 1962년에 건국훈장 대통령장을 추서하였다.
- 1993년에 서울특별시 종로구 훈정동에 이동녕 집 터 표석이 설치되었다.[10]
- 2019년 3월 13일 순국79주기를 맞아 독립기념관 겨레의집에서 석오 이동녕 선양회 주관 추모식 및 학술세미나를 개최하였고, 석오이동녕선생 서훈등급상향(1등급)을 청와대 청원 보관됨 2020-09-19 - 웨이백 머신을 2019년 4월 10일까지 진행하였다.

## 가족
- 아들 : 이의식 - 의사
- 손자 : 이석희 - 대우그룹 부회장

## 같이 보기
- 독립협회
- 대한민국임시정부
- 한국국민당
- 한국독립당
- 김구
- 김규식
- 송병조
- 이상재
- 이승만
- 양기탁
- 박찬익
- 전덕기
- 조성환
- 홍진
- 독립유공자로 대통령장을 수여받은 사람
- 석오이동녕선양회

## 참고 문헌
- 이현희, 《대한민국 임시정부사 연구》 (혜안, 2001)
- 이이화, 《한국사이야기21. 해방 그 날이 오면》(한길사, 2004)
- 유영익, 《이승만과 대한민국임시정부》 (연세대학교출판부, 2009)
- 이현희, 《대한민국 임시정부 주석 석오 이동녕과 백범 김구》 (동방도서, 2002)
- 이현희, 《임정과 이동녕연구》 (일조각, 1989)
- 이현희, 《한민족광복투쟁사》 (정음문화사, 1989)
- 이현희, 《석오 이동녕 평전》 (동방도서, 1992)
- 이현희, 《석오 이동녕과 백범 김구》 (일조각, 1999)
- 이현희, 《3·1독립운동과 임시정부의 법통성》 (동방도서, 1987)
- 이현희, 《대한민국임시정부사》 (집문당, 1982)
- 김석영, 《이동녕일대기》 (을유문화사, 1979)
- 채근식, 《무장독립운동사》(대한민국공보처, 1949)
- 국사편찬위원회, 《한국독립운동사 1∼5》 (국사편찬위원회, 1965∼1970)
- 재상해일본총영사관 경찰부 제2과 편, 《조선민족운동연감》 (東文社書店, 1946)
- 이동녕 : 독립유공자 공훈록 - 국가보훈처